# Malgasia brevipalpis
Malgasia brevipalpis is een rechtvleugelig insect uit de familie Mogoplistidae. De wetenschappelijke naam van deze soort is voor het eerst geldig gepubliceerd in 1952 door Lucien Chopard.